# Ed Wood
Edward Davis Wood, Jr. (Poughkeepsie, New York, 1924. október 10. – Hollywood, Kalifornia, 1978. december 10.), közismertebb nevén Ed Wood amerikai forgatókönyvíró, filmrendező, producer, színész, szerző és vágó. Az 1950-es években olcsó és rossz minőségű filmeket gyártott. Filmjei kétes hírnevet szereztek a bennük előforduló technikai hibák, tökéletlen filmtrükkök, a nagyszámú rossz helyen lévő 'konzerv jelenet', jellegzetes bugyuta dialógusok, bizarr szereposztás és különös, értelmezhetetlen és logikátlan cselekményelemek miatt. Filmjeiben gyakran feltűnik Lugosi Béla.

## Fiatalkora
Wood édesapja id. Edward Davis Wood (1895–1967) letéti kezelőként dolgozott az Amerikai Egyesült Államok Postai Szolgálatánál. A család sokat költözött, míg végül a New Yorkhoz tartozó Poughkeepsieban telepedtek le, ahol a filmrendező is megszületett. Édesanyja Lillian Phillips (1903–1989) szeszélyes asszony volt, aki Edwardot mindig lányruhába öltöztette, ugyanis mindig is lányt akart. Emiatt nemi identitászavar lépett fel a gyereknél, aki még felnőttkorában is hordott női ruhákat, illetve alsóneműket. A Glen or Glenda c. filmben is megpróbálta bemutatni a nemi identitászavar és a transzvesztiták problémáit, amellyel egy korszakalkotó film legyártását tervezte, de szándéka balul sült el.
Gyerekkorában lelkesedéssel volt a film és a ponyvairodalom iránt. Szerette gyűjteni a képregényeket, az olcsó magazinokat és rajongója volt a westernfilmeknek illetve az okkult témájú filmeknek is. Már ekkoriban bálványozta Buck Jonest és Lugosi Bélát is. Sokszor kerülte az iskolát csak azért, hogy filmszínházi mániájának hódolhasson. Szülei nem nehezteltek rá hobbija miatt, sőt 12. születésnapjára egy Kodak Cine Special típusú kézikamerát kapott, amellyel egyszer lefilmezte a Hindenburg léghajót is, amikor az épp megint az Államokban járt. Serdülőkorában szerepelt néhány filmben, dobolt és énekelt, sőt egy fiú kvartettet is létrehozott Eddie Wood's Little Splinters néven.
1942-ben bevonult a hadseregbe és harcolt a Japán elleni háborúban. A hadseregnél több kitüntetésre is szert tett, nem egy alkalommal megsérült és tizedessé is előléptették.

## Filmes próbálkozásai
Az 1950-es évektől Hollywoodban rendszeresen születtek különböző fogadtatásban részesülő B-kategóriás, vagy annál rosszabb filmek. Sok új rendező és forgatókönyvíró bukkant fel a filmiparban, s létrejöttek rövid életű stúdiók, melyek hamar el is tűntek tehetség, hozzáértés és igyekezet híján. Közéjük tartozik Ed Wood is. Viszontagságos pályája mégis figyelemre méltó, ugyanis eleve hamvába holt filmes ötleteihez képes volt támogatókat szerezni. Bár a háború utáni és az első filmjének elkészülte közötti időszaka Wood életének némiképp homályos, de a legtöbben úgy tartják, hogy színészetet tanult, illetve kreatív írással kapcsolatos gyakorlatokat végzett. Példaképének Orson Wellest választotta. Kivette a részét néhány reklámfilm megrendezésénél és írt egy regényt katonai szolgálatáról, amely nem lett sikeres. Wood maga túl keveset tanult, inkább szórakozásra pocsékolta az idejét. A filmezést igen hamar elkezdte, noha vajmi kevés volt a megszerzett tudása. Szorgalom és tapasztalat nem állt mögötte, ami ismerete volt azt hallomásból szerezte, vagy megbízhatatlan másodkézből való információkból vette azokat. Egyedül csak a lelkesedés és a vak álmodozás vezette a céljait. Egyetlen affinitása Woodnak az az egyfajta behízelgő magatartás, ami képes volt neki szimpátiát kiváltani más emberekből. Erre szüksége is volt, hisz csak így tudott szponzorokra szert tenni.
Egyetemi szobatársa Alex Gordon író és producer hozta őt össze az akkor már vegetáló és gyógyszerfüggő Lugosival. Lugosi Béla fia úgy vélekedett erről, hogy Wood egyszerűen kihasználta apját és a megfakult hírnevére építve próbált sikert kieszközölni a maga filmjei számára. Az idős színész morfiumfüggőségének finanszírozására bármilyen munkát elvállalt ekkor. Állítólag Wood és Lugosi összebarátkoztak és Wood segített Lugosinak leküzdeni a depresszióját. Lugosi jelentéktelen honoráriumokat kapott a szerepekért, legfeljebb egy-két ezer dollárt, ami elég volt ahhoz, hogy a szükséges szereket beszerezze.
Első teljesen önálló filmje Woodnak a Glen or Glenda, amelynek főszerepét önmaga játszotta. A film témájának Wood a nemi identitászavart, a másság elfogadásának kérdését, a transzvesztiták belső lelki vívódását szánta, amellyel egy tabut akart megdönteni. Ezzel szemben a Glen or Glenda telis-tele van érthetetlen és förtelmes álomepizódokkal. Jelentős részét a filmnek más filmekből átvett jelenetek teszik ki, ezek nagy része szintén funkciótlan, szerepük a filmben logikát nélkülöző és unalmas is. Lugosi ebben a filmben Istent játszotta el, szintén jellegtelen, semmitmondó játékkal. Minthogy Lugosinak nem is volt kedvére a szerep, ezért különösebb színészi alakítást sem törekedett nyújtani benne. A Glen or Glenda így csúfosan megbukott.
1955-ben Wood és Lugosi elkészítették A szörny menyasszonya c. horrorfilmet. A pénzt egy húsüzemi cég biztosította, még a tulajdonos fia is szerepet kapott benne, sőt beleszólást is nyert a forgatókönyv megírásába. A film némi bevételt hozott, de állítólag azért, mert az ezúttal is csapnivaló alkotást mulatságosnak találta a közönség egy része és direkt saját szórakoztatására ült be a moziba.
Legújabb filmjéhez, a rengeteg zsánert magában egyesítő 9-es terv a világűrből-höz Wood abszurd módon a baptista egyháztól kapott pénzt, akik eredetileg egy keresztény szellemiségű filmet akartak készíttetni a rendezővel. Wood meggyőzte őket, ha a film sikeres lesz és nagy bevételt hoz, akkor abból megvalósíthatják az általuk igényelt filmet is. Wood és stábja még abba is belement, hogy megkeresztelkedik baptista szertartás szerint. Azonban a film Wood eddigi legnagyobb csődje volt. Az egyik szereplő, a svéd származású Tor Johnson beszédét szinte érteni sem lehetett az egész film alatt, annyira nehezen beszélte az angol nyelvet. A film már eleve hihetetlen volt a maga összetételét tekintve (horror, sci-fi, dráma, thriller, románc, kalandfilm, burleszk, vígjáték, stb.).
Wood sose vette fel kétszer ugyanazt a jelenetet, nem készített alternatív jeleneteket sem (igaz a szűkös költségvetés sem tette volna lehetővé). A színészek ahogy tudták, elmondták szövegüket, a hibák és bakik kijavítására lehetőség sem volt. A rosszul elmondott szövegek még szánalmasabbá és még inkább érthetetlenné tették a filmet. Olyan baklövések is akadnak nagy számban a filmben, amit laikusok is könnyen észrevesznek, pl. a rendező vagy az operatőr árnyéka belelóg a képbe. Még a díszletek is silányak voltak: a földönkívüli űrhajókat autófelnikből gyártották, a sírköveket pedig kartonból vágták ki. Ez volt Lugosi Béla utolsó filmje is, ahol még egyszer magára öltötte a legendás vámpírköpenyt. Bár Lugosi már nem élt a forgatáskor, de korábban rögzített felvételekkel keltették életre, sőt egy Tom Mason nevű csontkovács próbálta helyettesíteni a színészt, méghozzá úgy, hogy arcát egy köpennyel takarta. Wood ugyanis úgy találta, hogy Mason és Lugosi homloka megegyezik. Ez a  megoldás azonban éppúgy nevetséges baklövés volt, ugyanis Mason jóval magasabb férfi volt Lugosi Bélához képest.

## Utolsó évei és halála
A 9-es terv a világűrből eloszlatta minden lehetőségét annak, hogy Woodból valaha is komoly filmrendező vagy forgatókönyvíró lehet. Ettől kezdve már senkit sem tudott meggyőzni, hogy képtelen filmötleteit anyagilag támogassák. A rendező alkoholista lett és anyagilag teljesen tönkrement. Megélhetése feleségétől függött, sokszor vállalt el alkalmi fizikai munkákat. Az 1960-as évektől megélhetési célból több, mint 175 különböző regényt és novellát írt, melyek témája erőszak, bűntények, szex. Némelyik művét Ann Gora álnévvel írta, amely az angora szóból kialakított név, Wood transzvesztitaként ugyanis imádta az angorapulóvereket. Mára 34 maradt fenn ezekből az írásokból, amelyek éppolyan csapnivaló alkotások, akárcsak Wood filmjei. Bár eltűnt Ed Wood-alkotásokat gyakran a mai napig találnak, így legutóbb 2004-ben került elő a rendezőnek még 1971-ben készült pornó horrorja a Necromania.
Noha szándéka az volt Woodnak, hogy maradandó értéket próbál alkotni és olyan dolgokról beszélni, amelyek megérintik az embereket, mégis teljesen más hatást ért el.
Bár majdnem élete végéig filmezett, a későbbiekben már jórészt sexploitation filmeket, soft-core filmeket és keménypornófilmeket gyártott. Az 1970-es évek végére Woodnak már egy fillérje sem maradt és lakását is elvesztette. Halála előtt három nappal lakoltatták ki és feleségével egyik barátjuknál, egy Peter Coe nevű horvát származású színésznél húzták meg magukat. Wood halála napján megivott egy kis vodkát, majd rosszullétre panaszkodott és lefeküdt. Felesége később arra lett figyelmes, hogy Wood azt kiáltja, miszerint nem tud lélegezni, ám azt hitték, hogy csak megint italt akar magának. 20 perc elteltével Peter bement hozzá a szobába, de Wood akkorra már halott volt. Vélhetően szívroham következtében hunyt el.
Halála után testét elhamvasztották, a hamvait pedig a tengerbe szórták.

## Magánélete
A Wood családnak Edward mellett volt még egy fia, Howard William Wood (1926–1986), aki Texasban élt.
Ed Woodnak hosszú ideig volt viszonya a filmjeiben szereplő egyik színésznővel Dolores Fullerral. Amikor Fuller megtudta épp a Glen or Glenda forgatása alatt, hogy Woodnak transzvesztita hajlamai vannak, otthagyta őt.
A szörnyeteg menyasszonya c. film munkálatainak végeztével Wood feleségül vette az egyik női szereplőt, Norma McCarty-t. A házasságot rendkívül rövid időn belül felbontották.
Wood 1959-ben összeházasodott Kathy O'Harával, akivel haláláig élt együtt. Wood depressziója Kathyre is kihatott, aki férjéhez hasonlóan szintén alkoholista lett.

## Emléke
Ed Wood halála után az érdeklődés középpontjába került pont az abszurd és lehetetlen filmjeivel. Sokakat érdekelni kezdett, hogy Wood vajon hogy volt képes támogatókra szert tennie olyan filmekhez, amelyek eleve kudarcra voltak ítélve. Lugosi Béla szereplése is utóbb érdeklődést váltott ki ezek iránt a filmek iránt, hisz a magyar származású színész már életében filmlegendává lett. Woodnak tehetsége nem, de lelkesedése annál több volt a filmezéshez, az íráshoz vagy a színészkedéshez, s meg volt győződve arról, hogy képes lesz kasszasikert produkálni filmjeivel, vagy inkább annyi anyagi haszonra és szakmai elismertségre szert tenni, hogy mások is felfigyeljenek munkájára, így egyengethetné előrelépését. Woodot egyfajta gyermeki fantázia vezette, ami viszont elrugaszkodott a valóságtól. Az avétos kivitelezés, katasztrofális színészi játékok és röhejesen primitív kellékek Wood lelki szemei előtt egy mesterien kivitelezett, igényes filmalkotásként jelentek meg, de mindezt csak ő látta így. Jóllehet Wood életrajzírója úgy látja, hogy a rendező nem volt tehetségtelen, csupán különc, aki álomvilágban élt, amelyet a külső szemlélő nem értett meg, mert Wood nem a külvilágnak akart megfelelni.
Tim Burton 1994-ben még filmet is rendezett Wood életéről Ed Wood címmel, amelyben a főbb szerepeket Johnny Depp, Martin Landau és Sarah Jessica Parker játszották.
Ed Wood nem az egyetlen, kifejezetten csak a legrosszabb rendező a filmtörténetben, de kétségkívül a sikeres pancserok közé tartozik, aki hajdani világsztárokat tudott szerződtetni, s sikerült támogatást kieszközölnie olyanoktól, akiktől mások nem is várnák ugyanezt.
Jean Rollin francia filmrendező 1981-ben leforgatta a minden idők legrosszabb horrorjának kikiáltott Zombik tava c. filmet, amelyet Woodhoz hasonló igénytelen módszerekkel vettek fel. A film logikátlansága, baklövései, rossz trükkjei Woodra emlékeztetnek. Hasonló rossz kivitelezésű filmje Rollinnak még A halál szőlője c. alkotása. Rollin ezenkívül szintén gyártott pornófilemeket és pornóhorrorokat. De Jean Rollin természetesen nem volt tehetségtelen és tanulatlan filmrendező, mint Ed Wood, sőt készített értékelhető filmeket is. Valójában voltak olyan időszakai, amikor pénzszűkében állt, ezért szoros határidővel készített rögtönzött filmeket. A Zombik tava viszont a maga igénytelenségével kultuszkategóriába emelkedett a Wood-filmekhez hasonlóan.
Korábban, 1972-ben az amerikai vágó Robert Freeman a filmes zeneszerző William Allen Castlemannal közösen készített egy értéktelen Zorro-filmet, soft-core kivitelezésben The Erotic Adventures of Zorro címmel, amely a bárgyú alakítások közé beágyazott szexjelenetekkel és rémes vívójelenetekkel komoly visszatetszést vált ki a mai napig és nincs akkora érdeklődés utána, mint a Wood-produkciók iránt.
Paul Leder munkássága viszont jóformán vetekszik Wood dilettantizmusával. 1976-ban készítette el dél-koreai közreműködéssel az Ape c. King Kong-utánzatot, amelyet Wood mellett emlegetnek a minden idők legrosszabb filmjeinek listáján. A színészi alakítások és a trükkök híjával múlják alul Woodot. Leder ráadásul még Woodnál is alacsonyabb költségvetéssel dolgozott. Még Wood képes volt néhány tízezer dollárt összekuporgatni filmjeire, Leder az Ape-t alig több mint kétezer dollárból forgatta és 23 ezer dollár bevétele származott belőle. A trash-filmek kultuszában egyértelműen szoros versenyt tart Leder produkciója Wood filmjeivel.
1982-ben Törökországban készült Dünyayı Kurtaran Adam c. sci-fi, amely a Csillagok háborújából vett át konzervjeleneteket (főleg űrben játszódó csatajeleneteket). A film többi részét az alacsony költségvetésből összehozott, silány és szürreális jelmezekkel tarkított zavaros történet alkotja. A film főszereplője Cüneyt Arkın hazájának kiemelkedő színésze, ám ebben az időben élte pályája a válságát. A film utóbb annyira népszerű lett trashfilmként, hogy népes rajongói körre tett szert külföldön és elnevezték Török Star Wars-nak, noha azokhoz a filmekhez csupán az átvett jeleneteket illetően van köze.
1995-ben Brigitte Nielsen, aki már korábban komoly hírnévre tett szert volt a főszereplője a Végső bizonyíték c. thrillernek. A film szokványos trashmozik közé tartozik, de még azokat is alul múlja rémes dialógusaival és szörnyen logikátlan cselekményével. A nézettség végett beillesztett szexjelenetek szerepe sem éppen logikus a film történetében.
Uwe Boll német filmrendező a 20. század végén és a 21. század elején készített több, költséges filmalkotást, amelyek megbuktak a nézők és a kritikusok előtt egyaránt, s egyikük bekerült minden idők legrosszabb filmjeinek a listájába is. Sokak szerint Boll munkássága is vetekszik Ed Woodéval, habár az utóbbi időben sikerült kedvező fogadtatásban részesülő filmeket is összehoznia.
Magyarországon a 2000-es évek egyik legnagyobb filmes kudarca volt a Szuperbojz c. 2009-ben bemutatott filmvígjáték. A port.hu-n olvasható kritika szerint a filmet rendező Kabay Barna „lett Ed Wood szellemiségének legméltóbb hazai követője.” Igaz a film Kabay munkásságának mélypontja, habár a rendező egykor nagysikerű darabok, így a Jób lázadása c. filmdráma segédrendezője volt, viszont önálló alkotóként sohase remekelt. Kabay már a 2000-es évek első felében leforgatott remake-filmek miatt (Hyppolit, Meseautó) sok elmarasztaló kritikát kapott. Érdekesség, hogy a főszereplő Bajor Imrének a Szuperbojz volt az utolsó filmje. Bajor már ekkoriban súlyos betegséggel küzdött, amely később a halálát okozta, s ahogy Lugosi Béla Ed Wood filmjeiben, úgy Bajor is a Szuperbojzban a kritikusok véleménye szerint nagyon rosszul játszik. Szintén szerepelt a filmben Gesztesi Károly is, aki Bajorhoz hasonlóan pályafutása mélypontján volt alkoholproblémái miatt, s egészen a 2020-ban bekövetkezett haláláig csak vegetált.

## Filmek
- The Sun Was Setting (1951)
- Glen or Glenda (1953)
- Trick Shooting with Kenne Duncan (1953)
- Jail Bait (1954)
- A szörny menyasszonya (1955)
- 9-es terv a világűrből (1959)
- The Violent Years
- Night of the Ghouls
- The Sinister Urge (1960)
- Orgy of the Dead (1965)
- The Young Marrieds (1971)

## További információ
- Ed Wood a PORT.hu-n (magyarul)
- Ed Wood az Internetes Szinkronadatbázisban (magyarul)
- Ed Wood az Internet Movie Database-ben (angolul)
- Ed Wood a Rotten Tomatoeson (angolul)